# Gynoplistia nigrithorax
Gynoplistia nigrithorax är en tvåvingeart som beskrevs av Alexander 1923. Gynoplistia nigrithorax ingår i släktet Gynoplistia och familjen småharkrankar. Inga underarter finns listade i Catalogue of Life.